# Tony Cucchiara
Antonio Salvatore "Tony" Cucchiara (Agrigento, 30 ottobre 1937 – Roma, 2 maggio 2018) è stato un cantautore, attore, compositore e autore televisivo italiano.

## Biografia

### Gli inizi
Dopo aver studiato musica, nel 1955 inizia ad esibirsi in alcuni spettacoli goliardici; nel 1956 debutta alla radio, nella trasmissione La famiglia dell'anno, mentre l'anno dopo partecipa al varietà televisivo Voci e volti della fortuna, legato alla Lotteria di Capodanno. Inizia ad incidere i primi 45 giri per la Vis Radio, etichetta napoletana. Scritturato nel 1960 dalla Rai, si trasferisce a Milano, dove fa amicizia con un altro giovane siciliano emigrato, Pippo Baudo, e dove lavora con molte grandi orchestre come quelle di Piero Umiliani e di Pippo Barzizza, e dove ottiene un contratto discografico con la Sprint, casa satellite della Durium. È ospite fisso nel 1961 del programma Il fico d'India, realizzato da Baudo insieme a Enzo Consoli.

### Il successo

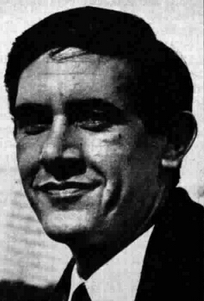
Tony Cucchiara nel 1965

Dopo alcune canzoni di scarso successo, come Lorelyn' e Lucienne, nel 1962 raggiunge la vasta popolarità con Annalisa, che diventa anche sigla della trasmissione televisiva Alta pressione (con la regia di Enzo Trapani). Partecipa poi al Cantagiro 1962 nello stesso anno con Genoveffa, dopodiché partecipa alla colonna sonora del film L'amore difficile, scritta dal maestro Piero Umiliani con il brano Cantu d'amuri. Forma poi un duo folk con la moglie, la cantante Nelly Fioramonti, incidendo due album con brani originali e qualche cover di canzoni americane: ad esempio vi è Dove andranno i nostri fiori, cover di Where Have All the Flowers Gone di Pete Seeger (il testo italiano è di Daniele Pace) e Ma sto pagando, cover di There But for Fortune di Phil Ochs.
Nel 1969 i due incideranno Il tempo dell'amore, sigla della trasmissione radiofonica Tony Cucchiara folk, condotta dal cantautore. Continua comunque anche l'attività da solista, ed i suoi più grandi successi sono Se vuoi andare vai, che partecipa a Un disco per l'estate 1966, È l'amore, presentata nello stesso anno al Festival delle Rose 1966, Ciao arrivederci, cantata a Un disco per l'estate 1967 e Vola cuore mio, con cui partecipa a Un disco per l'estate 1971. Nello stesso anno scrive la canzone Una casa piccola per Donatella Moretti, che la include nel suo album Storia di storie; partecipa poi al Festival di Sanremo 1972 con Preghiera e scrive due canzoni per Giuliana Valci, Cavaliere di latta e Come un vecchio amico. L'anno successivo Cucchiara rimane vedovo, in quanto la moglie Nelly muore prematuramente dando alla luce il loro secondogenito.

### I musical

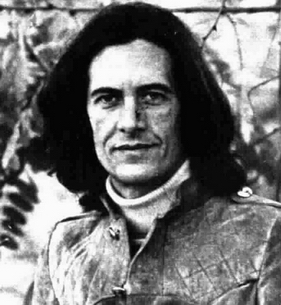
Tony Cucchiara nel 1973

Il primo spettacolo teatrale scritto da Cucchiara è il musical Cassandra 2000, nel 1970: il gruppo che lo accompagna nelle canzoni è Il Punto, il cui batterista è Stefano D'Orazio (che due anni dopo entrerà nei Pooh). Replica l'esperienza nel 1972, quando mette in scena, con un notevole successo di pubblico e di critica, Caino e Abele, un musical che affronta il tema della violenza attraverso i secoli, in una forma che incontra i gusti del pubblico più giovane: i buoni sentimenti con le belle musiche composte dallo stesso Cucchiara, trovano sul palcoscenico una grande suggestione, ed il successo arride anche all'estero; l'anno successivo vengono pubblicati due album con le canzoni della commedia musicale (uno completo ed uno con una selezione).
Quest'esperienza fa sì che Cucchiara abbandoni lentamente l'attività di cantautore e si dedichi totalmente al teatro: insiste quindi su questa strada producendo altre commedie musicali come Storie di periferia (a cui partecipa anche Marisa Sannia), uno dei suoi più ispirati, Tragicomica con musiche, Swing, La baronessa di Carini, con il gruppo musicale I Dioscuri,  e Pipino il breve, con protagonista Tuccio Musumeci nel ruolo del vecchio re di Francia, lavoro che risulta essere quello di maggior successo, prodotto dal Teatro Stabile di Catania, rimasto in cartellone per ben sette stagioni consecutive e rappresentato anche a Broadway, in Sudamerica e in Australia.
Scrive poi Stracci, sempre con la collaborazione del Teatro Stabile di Catania, Don Chisciotto di Girgenti nella stagione 1990-91, e molti altri spettacoli, tra cui L'altra Cenerentola e il conte di Montecristo, scritti entrambi insieme al figlio Gianluca, musicista.
Negli ultimi trent'anni la continua ricerca intorno alle tradizioni poetiche e musicali italiane lo ha portato a ricoprire un ruolo autorevole nel panorama culturale. Per quindici anni è stato uno degli autori di In famiglia, la trasmissione di Michele Guardì programmata dalla RAI nel fine settimana.

## Discografia

Cucchiara in studio di registrazione con Nelly Fioramonti nel 1966

### Album
- 1960 - Sicilia amore mio! (Sprint)
- 1966 - L'amore finisce così (Sprint, Spl. A 6007)
- 1972 - Le mie storie
- 1973 - Caino e Abele (Odeon, 3C064-17865)
- 1973 - Selezione da Caino e Abele (Odeon, 3C064-17913)
- 1975 - Storie di periferia (CBS, 69105)
- 1978 - Pipino il Breve (gio & gio, GG 3201), riedito nel 1985 dalla Durium
- 1983 - La baronessa di Carini (gio & gio, doppio, GG 3204/05)

### Singoli
- 1958 - Buonasera (signorina)/Un certo sorriso (Vis Radio, Vi MQN 36269)
- 1958 - Buonasera (signorina)/A Certain Smile (Vis Radio, Vi MQN 36270[4])
- 1959 - Volevo un tango/Gioca a flipper (la mia ragazza) (Vis Radio, Vi MQN 36315)
- 1959 - Buonasera (signorina)/M'addormento con te (Vis Radio, Vi MQN 36316)
- 1959 - Conoscerti/Tua (Vis Radio, Vi MQN 36336)
- 1959 - Una marcia in fa/Lì per lì (Vis Radio, Vi MQN 36342; il lato B è interpretato da Maria Paris)
- 1959 - Oh Lola!/Non è un giorno qualunque (Vis Radio, Vi MQN 36385)
- 1959 - Nun tremmà/Suonne, suspire e lacrime (Vis Radio, Vi MQN 36416)
- 1959 - Avviene/Guardami (Vis Radio, Vi MQN 36504)
- 1959 - I Sing "Ammore"/Amorevole (Vis Radio, Vi MQN 36513)
- 1960 - Invoco te/Non sei felice (Vis Radio, Vi MQN 36559)
- 1960 - Noi/Notte mia (Vis Radio, Vi MQN 36560; il lato B è interpretato da Gloria Christian)
- 1960 - Quando ascolto Nat King Cole/Non potrò scordar...(quest'estate) (Vis Radio, Vi MQN 36565)
- 1960 - Morgen/Il mio domani (Vis Radio, Vi MQN 36590)
- 1961 - La panchina più lunga del mondo/Asciugati gli occhi (Sprint, Sp.A. 5032)
- 1961 - Nenia twist/L'amuri (Sprint, Sp.A. 5035)
- 1962 - Genoveffa/Asciugati gli occhi (Sprint, Sp.A. 5034)
- 1962 - Annalisa/Serenata in swing (Sprint, Sp.A. 5502)
- 1963 - Vicolo dell'amore, 43/Cantu d'amuri (Sprint, Sp.A. 5507; il lato A è interpretato da Nini Rosso)
- 1963 - La smania addosso/L'amuri (Sprint, Sp.A. 5508)
- 1963 - Ora/Baci salati (Sprint, Sp.A. 5514)
- 1964 - L'amuri/Una ventata di fortuna (Sprint, Sp.A. 5520)
- 1964 - ...issima/Il piccolo cow-boy (Sprint, Sp.A. 5522)
- 1964 - Il bacio urgente/Non dimenticare mai (Sprint, Sp.A. 5535)
- 1964 - È difficile/Vaiu nni l'America (Sprint, Sp.A. 5547)
- 1964 - Vitti na crozza/'Ntintiri 'ntontari (Sprint, Sp.A. 5548)
- 1964 - Gioia mia/Aiutami a dimenticarti (Sprint, Sp.A. 5549)
- 1966 - Sarà lunedì/Quando l'amore muore (Durium, Ld A 7464; con Nelly Fioramonti)
- 1966 - Ma sto pagando/La strada che porta a te (Durium, LdA 7483; con Nelly Fioramonti)
- 1966 - Se vuoi andare vai/Il nostro amore (Sprint, Sp.A. 5554)
- 1966 - È l'amore/Amico mio (Sprint], Sp.A. 5558)
- 1967 - Ciao, arrivederci/Che volete da me (Sprint, Sp.A. 5562)
- 1967 - Se l'amore c'è/Andiamo tutti quanti (Sprint, Sp.A. 5565)
- 1969 - Il tempo dell'amore/Il tema della vita (Fonit, SPF 31243; con Nelly Fioramonti)
- 1970 - Il libro della vita/Fatto di cronaca (Roman Record Company - Serie People, RN 022 - TC 1501)
- 1971 - Vola cuore mio/Un amore sbagliato (Joker, M 7092)
- 1972 - Preghiera/Maria Novella (Joker)
- 1972 - Malinconia/La storia di Marta (Joker, M 7121)
- 1973 - L'amore dove sta/Molly May (Joker, M 7163)
- 1978 - Il sognatore/Il sognatore (strumentale) (Durium, Ld Al 7995)
- 1979 - La gallina/Il mestiere dell'attore (Durium, Ld AI 8070; con Peppino De Filippo)

## Filmografia

### Compositore
- Cassandra 2000 (1970)
- Caino e Abele, regia di Enzo Trapani (1972)
- Storie di periferia, regia di Ruggero Rimini
- Tragicomica con musiche
- Pipino il breve, regia di Giuseppe Di Martino (1978)
- La baronessa di Carini, regia di Giuseppe Di Martino (1980)
- Swing
- Stracci, regia di Filippo Crivelli
- Che disastro sono una figlia d’arte, regia di Tony Cucchiara
- Don Chisciotto di Girgenti, regia di Armando Pugliese (1990)
- Giobbe, regia di Aleksandra Zurczab
- La fanciulla che campava di vento, regia di Armando Pugliese

### Regista
- Che disastro sono una figlia d'arte
- L'altra Cenerentola (1997)
- Il conte di Montecristo

### Attore
- Pesci d'oro e bikini d'argento, regia di Carlo Veo (1961)
- I proverbi per tutti, regia di Carlo Di Stefano (1964)
- Quei pochi giorni d'estate, regia di Lorenzo Artale (1964)
- Europa canta, regia di José Luis Merino (1966)
- Re Cervo - miniserie TV, 3 episodi (1970)
- Caino e Abele, regia di Fernanda Turvani (1973)
- Pipino il breve, regia di Angelo Zito (1974)

### Sceneggiatore
- Pipino il breve, regia di Angelo Zito (1974)
- Caino e Abele, regia di Fernanda Turvani (1974)
- Per me come se fosse, regia di Peppino De Filippo e Giancarlo Nicotra (1978)
- Pipino il breve, regia di Giovanni Ribet e Giuseppe Di Martino (2011)